# Região Geográfica Imediata de Santa Inês
A Região Geográfica Imediata de Santa Inês é uma das 22 regiões imediatas do estado brasileiro do Maranhão, uma das 4 regiões imediatas que compõem a Região Geográfica Intermediária de Santa Inês-Bacabal e uma das 509 regiões imediatas no Brasil, criadas pelo IBGE em 2017. É composta de 15 municípios, da região do Pindaré e da Baixada Maranhense.

## Municípios
| Região geográfica imediata | Código | Municípios              |
| -------------------------- | ------ | ----------------------- |
| Santa Inês                 | 210009 | Alto Alegre do Pindaré  |
| Santa Inês                 | 210009 | Araguanã                |
| Santa Inês                 | 210009 | Bela Vista do Maranhão  |
| Santa Inês                 | 210009 | Bom Jardim              |
| Santa Inês                 | 210009 | Governador Newton Bello |
| Santa Inês                 | 210009 | Igarapé do Meio         |
| Santa Inês                 | 210009 | Monção                  |
| Santa Inês                 | 210009 | Nova Olinda do Maranhão |
| Santa Inês                 | 210009 | Pindaré-Mirim           |
| Santa Inês                 | 210009 | Pio XII                 |
| Santa Inês                 | 210009 | Santa Inês              |
| Santa Inês                 | 210009 | Santa Luzia             |
| Santa Inês                 | 210009 | São João do Caru        |
| Santa Inês                 | 210009 | Tufilândia              |
| Santa Inês                 | 210009 | Zé Doca                 |